# Miquelets de Catalunya
Migueletes de Cataluña, en catalán: Miquelets de Catalunya es una asociación cultural española de ámbito catalán de recreación histórica, centrada en la guerra de Sucesión Española.

## Historia
La asociación fue fundada a finales del año 2005. Actualmente cuenta con más de un centenar de socios.[cita requerida]

## Unidades recreadas
La asociación recrea diferentes unidades del Ejército de Cataluña, tanto regimientos de línea (infantería y caballería) como unidades de migueletes (miquelets).

### Regimiento de la Diputación del General
Este regimiento de infantería de línea fue levantado en 1705 por la Diputación del General del Principado de Cataluña. El uniforme consistía en una casaca de fondo azul con los puños rojos.

### Regimiento Vilar Ferrer

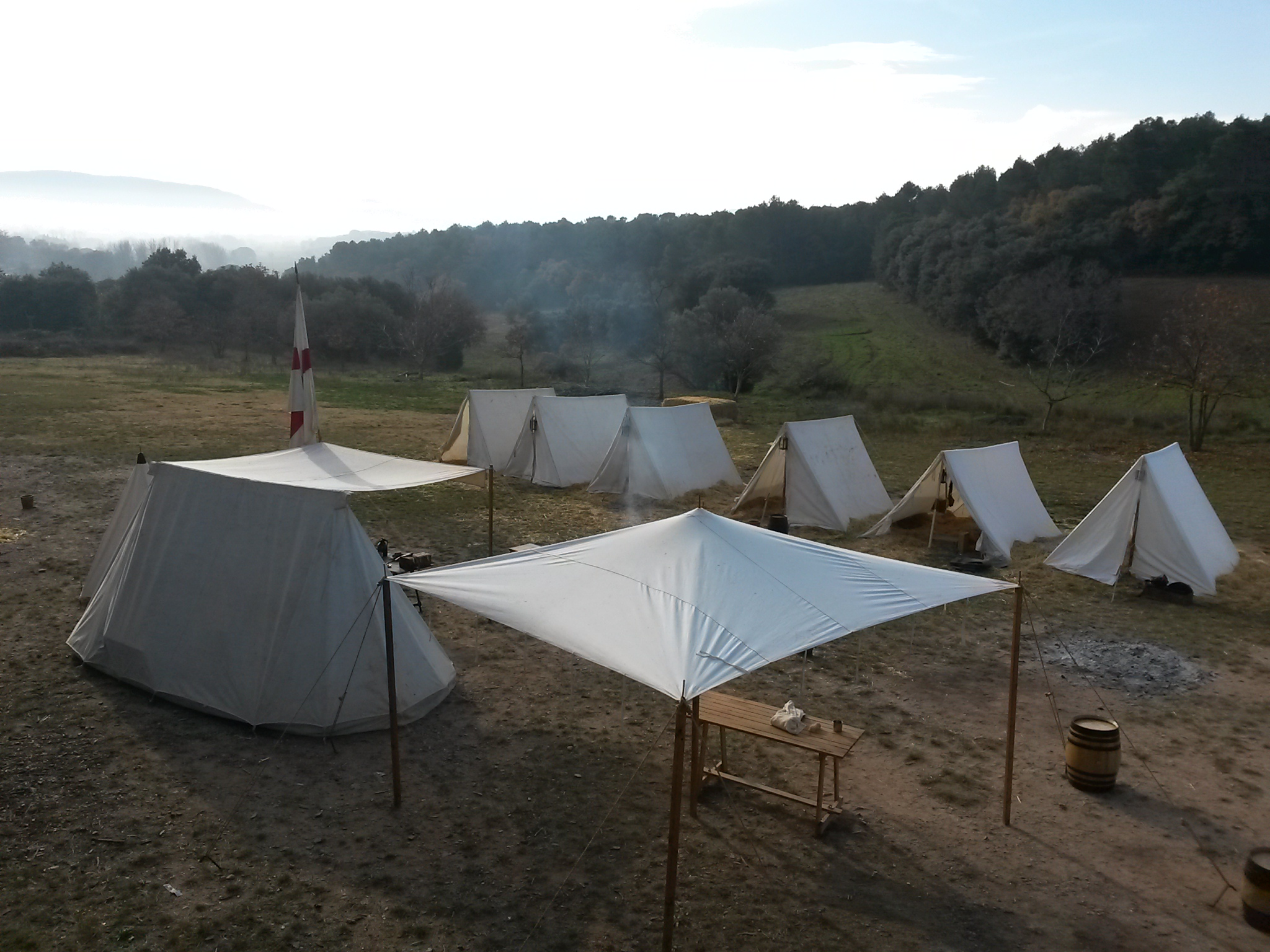
Reconstrucción de un campamento militar en 2015.

Este fue un regimiento de migueletes o infantería de montaña levantado en 1710 por el coronel Juan Vilar Ferrer.

### Regimiento San Raimundo de Peñafort
Este regimiento de montaña, comandado por el coronel Armengol Amill, participó en distintos episodios, tales como la expedición del diputado militar o la batalla de Talamanca.

### Regimiento de caballería San Jorge
Esta unidad de caballería fue creada en julio de 1713, después del convenio de Hospitalet y la consecuente decisión de la Junta de Brazos de seguir con la resistencia frente Felipe V.

### Civiles
La asociación cuenta con un considerable número de personajes civiles que acompañan y dan apoyo al ejército, realizando además distintas tareas de campamento militar.